# Adnan Menderes Stadı
Das Adnan Menderes Stadı (oder auch Adnan Menderes Stadyumu) ist ein Fußballstadion mit Leichtathletikanlage in der türkischen Stadt Aydın in der gleichnamigen Provinz. Es ist seit 1980 nach dem früheren türkischen Ministerpräsidenten Adnan Menderes, der aus Aydın stammt, benannt. Gegenwärtig fasst die Anlage 10.988 Zuschauer.
Das Stadion wird hauptsächlich für Fußballspiele genutzt und ist die Heimspielstätte des Vereins Aydınspor 1923. Des Weiteren trägt im Moment der im Jahr 2014 in die TFF 3. Lig aufgestiegene Verein Çine Madranspor seine Spiele im Adnan Menderes Stadyumu aus. Die Haupttribüne im Westen ist überdacht. Die Gegengerade hingegen wie auch die Nord- und Südkurve sind unüberdacht.